# Hexatoma (Parahexatoma) pauliani
Hexatoma (Parahexatoma) pauliani is een tweevleugelige uit de familie steltmuggen (Limoniidae). De soort komt voor in het Afrotropisch gebied.